# BMW 501/502
O BMW 501 foi um automóvel de luxo (segmento F) fabricado pela BMW de 1952 a 1958. Apresentado no primeiro Salão do Automóvel de Frankfurt em 1951, o 501 foi o primeiro modelo da BMW a ser fabricado e vendido após a Segunda Guerra Mundial, além de ser o primeiro carro da BMW produzido na Baviera. O 501 e seus derivados, incluindo o BMW 502 com motor V8, foram apelidados de "Anjos Barrocos" pelo público alemão. O BMW 502 foi o primeiro carro alemão do pós-guerra a ser fabricado com um motor V8.
Embora os números dos modelos 501 e 502 tenham sido descontinuados em 1958, variações do modelo, com a mesma plataforma e carroceria, continuaram até 1963.